# 衡水模式
衡水模式，也称衡水现象，是由中国河北省衡水中学开创的，一种为适应中国大陆当前高考制度而形成的应试教育模式，在这种模式下，学校被形容为如同一座高考加工厂，学生则如同工厂中不停运转的机器，在备战氛围与题海战术中变得缺乏创造力。此模式备受社会争议，但是能带来相较普通学校极高的升学率。
在衡水中学声名远扬的同时，衡水模式也变得为人所知。诸多学校开始效仿衡水中学，采用衡水模式，并在中国社会上引起了极大的争议。

## 影响与评价
部分媒体和人士对衡水模式予以赞扬，认为学生在衡水模式下刻苦学习，考取好成绩并更能创造自己的辉煌未来。 也有人认为衡水中学校长只是为了提高升学率而开创了衡水模式，对学生的发展并没有长远好处。